# Chiesa di San Zenone (Mandello del Lario)
La chiesa di San Zenone è un luogo di culto risalente al Basso Medioevo costruita nella località di Tonzanico in Mandello del Lario, provincia di Lecco.

## Storia
Il lungo e costante lavoro di ricerca presso gli archivi, in particolare presso quello comasco, ha reso possibile una ricostruzione completa della storia della chiesa. Le prime notizie riguardanti l'edificio, allora oratorio e non chiesa, risalgono a metà Trecento: ciò è attestato da un documento del 1700 che citava un testamento del 1354 in cui lo si menzionava. Quest'ultimo è ulteriormente ritrovabile anche in una visita pastorale del 1567. L'oratorio, come scritto nel documenti del 1445 conservati a Como, nacque come con la funzione principale di luogo cimiteriale, funzione ribadita nel novembre 1593, anno della visita pastorale da parte di Feliciano Ninguarda, vescovo di Como. Egli descrisse l'architettura della chiesa, menzionando anche il cimitero esterno costruito sul lato settentrionale, e stese una lista dettagliata delle suppellettili sacre. Nel giugno del 1600 e nel giugno del 1613 si recò nella chiesa l'allora vescovo di Como, nonché ministro della Chiesa controriformata, Filippo Archinti. È lui che ci fornisce la data della consacrazione della chiesa, avvenuta il 13 settembre, e le quattro intitolazioni presenti, precedentemente decretate a fine 1400 dai vescovi comaschi Giovanni Antonio Volpi e Francesco Bonomi: un altare a San Zenone, un altro a San Giovanni Battista (di culto minore), il terzo alla Beata Maria Vergine e l'ultimo, sempre di culto minore, a San Biagio di Sebaste. Quest'ultimo altare venne successivamente trasferito nel 1578 presso quello della Vergine..
Un altro e nuovo appunto importante che annota Archinti sono le sepolture presenti nel pavimento: solo nel 1717 si avranno tutte le identità di chi occupa le tombe, ovvero membri delle famiglie Angeloni, Airoldi, Invitti e tre tombe utilizzate per gli scolari. Grazie a quanto scrive il vescovo di Como Lazzaro Carafino nel maggio del 1627, sappiamo che la chiesa ha aggiunto altre funzioni oltre a quella cimiteriale, in particolare la funzione battesimale, indicata dalla nuova presenza di una fonte battesimale.
La documentazione che va da questi anni fino al 1929 sono appunti e notazioni vescovili riguardanti principalmente il restauro e l'ampliamento della chiesa e di tutto ciò in essa contenuto; inoltre ci informa del fatto che cessò la funzione cimiteriale negli anni venti una volta terminato di costruire il nuovo cimitero mandellese..
Riguardo invece al santo cui è dedicata la chiesa, non si sa con esattezza quale San Zenone sia dato il fatto che ci sono circa una quindicina di santi con il medesimo nome vissuti tutti tra il IV e VI secolo. Tuttavia l'opinione comune sostiene che il santo in particolare sia San Zenone dell’Antiochena, tralasciata l'importanza del vescovo di Verona chiamato sia San Zenone quanto San Zeno. L'uomo in questione decedette prima del 440 e fu un importante personaggio presso la corte dell'imperatore Valente ed è ricordato dalla chiesa cristiana bizantina per aver compiuto miracoli, la vita da eremita e la sua generosità.

## Descrizione

### Chiesa
La chiesa, costruita originariamente con addossato alla parete settentrionale esterna il cimitero e la cappella cimiteriale sull'angolo esterno meridionale, ha la pianta a due navate, entrambe terminanti con il proprio abside, coperte da sei volte a crociera originariamente in legno e costruite su pilastri polistili. La navata dedicata a Sen Zenone, ovvero la più antica, ha il soffitto a capriate e la zona absidale presenta il soffitto voltato. Ci sono due entrate poste entrambe sul lato frontale, tra cui sopra il portone centrale e finto è presente la scritta Divo Zenoni. La facciata la si può definire ingannevole poiché raffigura tre navate e non due: ciò è dovuto al fatto che ha subìto il contagio del neoclassicismo presente nell'800. Il tetto è a frontone spezzato. All'interno della chiesa, di fronte alle due porte, ci sono gli altari dedicati a San Zenone (a sinistra) e alla Beata Maria Vergine (a destra). Fu costruito inoltre al piano terreno sul lato nord uno stabile di tre vani, di cui uno per la sacrestia. Inoltre sullo stesso fianco sono presenti il campanile con dietro una scala che portava allo spazio dedicato all'organo, collocato nella cantoria; l'ossario, che ancora oggi conta alcuni teschi; l'altare di San Giovanni Battista.
Nel corso dei decenni la chiesa e tutto ciò che comprendeva fu soggetta a numerose modifiche e/o restauri. Tra i vari vescovi e personaggi che hanno permesso ciò vanno ricordati:
- La Confraternita della Beata Maria Vergine Immacolata di San Zenone, istituita nel 1508 e responsabile della costruzione della navata sud con il soffitto voltato (infatti la chiesa inizialmente presentava solamente una navata), di una seconda sacrestia posta sempre sul lato nord tra la precedente sacrestia e l'altare dedicato a San Giovanni Battista (finita nel 1613), dell'ossario (realizzato nel 1739), del campanile (1685) e di altri spazi dedicati alle funzioni[5];
- Il marchese Airoldi, responsabile dei restauri effettuati alle navate, alla sacrestia, all'altare di San Giovanni Battista e donatore di parametri per quest'ultimo altare[6];
- Il canonico Ambrogio Airoldi, committente, nel 1739, dei lavori che modificano l'assetto della chiesa ampliandola verso nord ed est per aggiungere l'ossario e nuovi spazi liturgici.

I testi negli archivi ci informano che i lavori di restauro e rinnovo della chiesa finirono ufficialmente nel 1768..

### Affreschi
La maggior parte degli affreschi che si trovano oggi nella chiesa risalgono alla seconda metà del XVIII secolo (tra il 1756 e il 1768), anni in cui Mandello ospitò vari artisti che si occuparono di affrescare e/o ristrutturare le chiese su questo territorio. In particolare riguardano le pitture presenti nella cappelle laterale e maggiore dedicate l'una al transito di san Giuseppe e l'altra a san Zenone. Riguardo invece gli affreschi dei pennacchi e della volta della cappella dedicata alla Vergine si è ipotizzato un intervento avvenuto tra il XIX e XX secolo.
Il filone principale che lega la maggior parte delle opere presenti in San Zenone è la tecnica della quadratura la quale si basa sugli effetti illusionistici. Vari studi approfonditi hanno portato a presupporre che l'autore degli affreschi più antichi sia Giovanni Antonio Torricelli:
- Abside del santo titolare: presenta un affresco raffigurante un dossale illusorio con dietro di esso un ampio e complesso spazio architettonico. Al di sopra di esso è stata dipinta una cupola illusoria[8];
- Nella cappella di San Giuseppe spiccano il fiore dell'abaco, un complesso motivo floreale monocromo ricco di particolari, i finti pilastri con volute che richiamano il barocco e vasi zoomorfi[9].

#### Dormitio Virginis
Si tratta di uno degli affreschi realizzati sulla parete meridionale, di periodo fine Quattrocento, suddiviso in due registri ciascuno avente 10 riquadri: solo il registro inferiore è leggibile data la copertura del primo avvenuta nel XVIII secolo dovuta al ribassamento della volta.
La lettura iconografica ci permettere di individuare le scene della vita della Vergine descritte negli affreschi: L'Annuncio della morte, il Transito della Vergine, il Funerale e trasporto della Vergine al sepolcro, la Sepoltura e L'Assunzione.
L'artista è tuttora ignoto nonostante gli studi finora fatti hanno portato ad avanzare ipotesi che sostengono che egli abbia avuto contatti con botteghe bergamasche e milanesi.
Un aspetto interessante riguardante questo ciclo di affreschi è il legame che esso ha con i Vangeli Apocrifi, in quanto questi testi raccontano, seppur in modi differenti, l'Assunzione di Maria, descrivendo quattro momenti fondamentali presenti anche in quest'opera: l'annuncio della morte (primo riquadro), gli apostoli riuniti attorno a Maria (secondo riquadro), i Giudei contrari alla sepoltura (terzo riquadro) e quindi puniti e l'assunzione tra gli angeli (ultimo riquadro).